# Dicliptera foetida
Dicliptera foetida là một loài thực vật có hoa trong họ Ô rô. Loài này được (Forssk.) Blatt. mô tả khoa học đầu tiên năm 1921.